# René Hecht
René Hecht (* 16. Oktober 1961 in Staaken, Berlin) ist deutscher Rekordnationalspieler, ehemaliger Volleyball-Nationalspieler und Volleyballfunktionär. Als Rekordnationalspieler vertrat er die Deutsche Demokratische Republik und die Bundesrepublik Deutschland bei insgesamt 385 Länderspielen.

## Leben
René Hecht wuchs in Berlin auf. Er begann 1973 Volleyball zu spielen. Auf Initiative von Trainerin Jutta Grund durchlief er mit 12 Jahren Sichtungs- und Eignungstest und wechselte auf die Kinder- und Jugendsportschule (KJS) Ernst Grube in Berlin. Aus dieser KJS ging ein Großteil der Teilnehmer an den Olympischen Spielen und anderen internationalen Wettkämpfen hervor, wie beispielsweise Welt- und Europameisterschaften. In dieser Zeit schloss René Hecht auch lebenslange Freundschaften wie mit dem späteren Olympiasieger Ulf Timmermann oder dem renommierten Sportmediziner Karsten Labs.
Neben der sportlichen Karriere studierte er bis zur Wiedervereinigung Geschichte an der Humboldt-Universität zu Berlin und absolvierte dann eine Ausbildung zum Reiseverkehrskaufmann. Zudem ist er zertifizierter Qualitätsmanager und arbeitete nach seiner Profisportkarriere bei Germania Fluggesellschaft. Heute ist er Geschäftsführer einer ganzheitlichen Sport- und Physiotherapie im Norden Berlins.
Er heiratete 1985 und ist zweifacher Vater. Sein Sohn Florian Hecht war ebenfalls Volleyballspieler und spielte bei verschiedenen Vereinen in der deutschen Volleyball-Bundesliga.

## Karriere

### DDR-Liga und Bundesliga
Mit dem TSC Berlin spielte René Hecht als Profisportler in der höchsten Liga der DDR und wurde 1983 DDR-Vize-Meister und 1984 sowie 1986 DDR-Meister (s. Deutscher Volleyball-Meister). Zudem konnte Hecht mit seiner Mannschaft dreimal in Folge (1984, 1985, 1986) den FDGB Pokalsieg erringen.
Nach der Wiedervereinigung 1990 erfüllte sich Hecht als erster Profispieler der DDR einen Lebenstraum und wechselte in die damalige weltbeste Volleyball-Liga nach Italien. In den unruhigen Zeiten der Wiedervereinigung kam Hecht aber aus familiären Gründen zurück nach Berlin und spielte bei Post-Telekom Berlin zunächst in der zweiten Volleyball-Bundesliga und ab 1991 wieder in der ersten Volleyball-Bundesliga. 1992 wechselte er erneut nach Italien.
Von 1993 bis 1995 spielte Hecht beim SCC Berlin in der ersten Volleyball-Bundesliga und beendete seine nationale Profikarriere 1995 als DVV-Pokalsieger.

### Nationalmannschaft

#### Nationalspieler in der DDR
René Hecht wurde 1977 mit 16 Jahren in die Junioren-Nationalmannschaft der Deutschen Demokratischen Republik berufen und spielte in diesem Jahr sein erstes Junioren-Länderspiel gegen Kuba. Von 1977 bis 1980 absolvierte er 46 Junioren-Länderspiele. Hecht spielte als Nationalspieler für die DDR eine Junioren-Europameisterschaft (1979), vier Europameisterschaften (1979, 1981, 1983, 1989) und eine Weltmeisterschaft (1982).
Der Deutsche Sportverband Volleyball der DDR um Nationaltrainer Herbert Jenter nominierte René Hecht 1979 für den A-Kader. Von 1979 bis 1990 spielte er 238 Länderspiele für die Deutsche Demokratische Republik. Im Jahr 1985 wurde Hecht Kapitän der DDR-Nationalmannschaft und hatte diese Funktion fünf Jahre inne bis zur Wiedervereinigung.
Das letzte Turnier bestritt die DDR-Nationalmannschaft unter Nationaltrainer Ulrich Sernow im Sommer 1990 beim Deutschland-Cup in Bottrop, bevor sie aufgelöst wurde.

#### Nationalspieler in der BRD
Unter dem ersten Bundestrainer Igor Prielozny wurde René Hecht als einer von sechs Spielern aus der ehemaligen DDR in die gesamtdeutsche Volleyball-Nationalmannschaft berufen. Von 1990 bis 1994 war Hecht Kapitän und Athletensprecher der Männer-Nationalmannschaft der Bundesrepublik Deutschland.
Der Rekordnationalspieler galt als die treibende Kraft, Integrationsfigur, Diplomat und Kämpfer in den Zeiten der Wiedervereinigung. Eine herausragende Leistung war der Zusammenschluss der Auswahlteams aus Ost- und Westdeutschland. Bundestrainer Igor Prielozny schätzte Hecht als „Persönlichkeit nicht nur auf dem Spielfeld“. René Hecht wurde damals vier Mal in Folge zum Volleyballer des Jahres gewählt (1986, 1987, 1990 und 1991).
Mit der Nationalmannschaft der BRD bestritt René Hecht 147 Länderspiele. Das erste Länderspiel fand 1990 gegen Italien statt. Sein letztes Länderspiel absolvierte er 1994 bei der Weltmeisterschaft in Griechenland mit dem 9. Platz. Für die Nationalmannschaft der BRD kam Hecht in zwei Europameisterschaften (1991, 1992) und einer Weltmeisterschaft (1994) zum Einsatz.
René Hecht scheute als Kapitän keine Konflikte und setzte sich für Nationalmannschaften ein. So forderte er beispielsweise 1993 medienwirksam vom Deutschen Volleyball-Verband ein verbessertes Umfeld, bessere Organisation, höhere Aufwandspauschalen und bessere Absicherung für Nationalspielerinnen und Nationalspielern nach der sportlichen Karriere.
Er vertrat als Rekordnationalspieler die Deutsche Demokratische Republik und die Bundesrepublik Deutschland in insgesamt 385 Länderspielen und beendete 1994 seine internationale Karriere als (Junioren-)Nationalspieler im Volleyball nach 17 Jahren.

## Ehrenämter und Engagement
René Hecht engagierte sich nach seiner Karriere viele Jahre als ehrenamtliches Präsidiumsmitglied seines Heimatvereins TSC.
Nach langjähriger Funktion als Vizepräsidenten Leistungssport des Volleyball Landesverband Berlins wählte die Mitgliederversammlung des VVB René Hecht 2005 zum ehrenamtlichen Präsidenten. In diesem Amt wollte er vor allem die Kinder- und Jugendarbeit stärken. Zudem veranstaltete der VVB in seiner dreizehnjährigen Amtszeit mehrere sportliche Großevents in Berlin. 2018 legte René Hecht das Amt des Präsidenten des Volleyball-Verbandes Berlin nieder, nachdem er zum ehrenamtlichen Präsidenten des Deutschen-Volleyball-Verbandes gewählt wurde.
Von 2020 bis 2024 war Rene Hecht ehrenamtliches Mitglied des Präsidiums der Confédération Européenne de Volleyball (CEV).

## Präsidentschaft im Deutschen Volleyball-Verband
René Hecht übernahm 2018 das Amt des Präsidenten des zerrütteten Spitzensportverbandes nach dem Rücktritt von Thomas Krohne und des gesamten Vorstandes. Er legte den Fokus auf einen wechselseitigen Dialog zwischen Dachverband und Landesverbände sowie interne Reformen. Unter anderem führte er eine Konferenz der Landesverbände ein, in der sich die Mitglieder turnusmäßig über aktuelle Themen rund um Verbände und Sportart austauschten. 2022 wurde René Hecht mit deutlicher Stimmenmehrheit für zwei weitere Jahre wiedergewählt.
Hecht strebte in seiner fünfjährigen Amtszeit nach Transparenz, Beteiligung, Struktur und Leistung, mit dem Ziel den Deutschen Volleyball-Verband zu reformieren und modernisieren. Neben der bislang größten internen Strukturreform des Deutschen Volleyball-Verbandes etablierte Hecht federführend drei neue Themenschwerpunkte Nachwuchsleistungssport, Sportentwicklung und Digitalisierung im Verband, wobei Projektziele und Projektumsetzung von Projektmanagern sowie Vertreterinnen und Vertretern der Landesverbände begleitet wurden. Damit modernisierte und prägte er den Deutschen Volleyball-Verband nachhaltig.

### Corona-Pandemie
Anfang 2020 brachte die weltweite Corona-Pandemie auch die sportlichen Aktivitäten deutscher Spitzensportverbände nahezu zum Erliegen. Trotz anhaltender Corona-Pandemie setzte René Hecht mit den neuen Vorhaben zukunftsweisende Impulse. Vor allem die interne Digitalisierung und Modernisierung ermöglichte dem Verband die administrative Arbeit und Projektumsetzung während der Pandemie. Darüber hinaus setzte sich Hecht für einen bundesweiten Rettungsschirm für Vereine während der Pandemie ein.

### Strukturreform
Die von René Hecht initiierte und von den Mitgliedern des DVV beschlossene Strukturreform wurde mit der Etablierung eines ehrenamtlichen Präsidiums als Aufsichtsrat Ende 2019 eingeleitet und 2021 mit der Berufung eines hauptamtlichen Vorstandes abgeschlossen.
Die umfassenden Satzungsänderungen sahen vor allem die Trennung von Haupt- und Ehrenamt mit Blick auf Arbeits-, Entscheidungs- und Haftungskompetenz vor. Fortan fungiert die Mitgliederversammlung als höchstes Organ, welches das Präsidium wählt. Das Präsidium befasst sich mit Aufsichtsfunktion vor allem mit strategischen Inhalten rund um die Sportart und bestellt den hauptamtlichen Vorstand, welcher die Geschäfte des Verbandes leitet.

### Zukunftsprojekte
Der Bereich Nachwuchsleistungssport konzentriert sich in Zusammenarbeit mit den Landesverbänden vor allem auf die Koordinierung von Jugend-Leistungssport in den föderalen Sportstrukturen in Deutschland, mittels Nachwuchskoordinatoren. Wobei Potenzialerkennung, Sichtungen und sportliche Förderung im Mittelpunkt stehen.
Sportentwicklung basiert vor allem auf der vielfältigen und heterogenen Vereinslandschaft in Deutschland. Unter anderem fokussiert sich Sportentwicklung darauf den Einstieg in die Sportart durch zentrale Wissensvermittlung (eLearning, Reglement, Vereinsfinder) zu erleichtern sowie auf die Stärkung ehrenamtlicher Vereinsstrukturen (Ehrenamtspreis, Förderungen, Equipment).
Mit dem Projekt Digitalisierung wurden interne Arbeitsweisen modernisiert und Prozesse optimiert. Im Mittelpunkt stand darüber hinaus die Konsolidierung digitaler Dienste des Dachverbandes, aller Landesverbände sowie der Volleyball-Bundesliga auf eine gemeinsame, deutschlandweite Plattform, in der Verbandsverwaltung sowie Spielbetrieb abgewickelt werden. Darüber hinaus wurden neue digitale Projekte wie eLearning umgesetzt, um konsolidiertes Wissen um die Sportart online anzubieten und die digitale Teilhabe zu erhöhen.

### Rücktritt
Wie auch schon bei Hechts Vorgänger Krohne, mehrte sich nach fünf Jahren die Kritik am eingeschlagenen Kurs der Modernisierung und die westdeutschen Landesverbände mit der politischen Mehrheit wollten den Weg der Erneuerung nicht mehr unterstützen.
Der gradlinige, aber harte Kurs rief scharfe Kritik hervor. Im Mai 2023 trafen sich die Präsidenten der siebzehn Landesverbände in Erfurt. Die die westdeutschen Landesverbände mit der politischen Mehrheit sowie die Volleyball-Bundesliga forderten Rücktritte des Präsidiums, Entlassungen des Vorstands sowie leitenden Mitarbeitern des Deutschen Volleyball-Verbandes.
Im Juli 2023 luden René Hecht uns sein Präsidium alle Mitglieder zum offenen Dialog nach Göttingen. Trotz transparenter Aufklärung entzogen vier der siebzehn Mitglieder mit der politischen Mehrheit dem Präsidium des DVV das Vertrauen und wollten Hechts Kurs der Erneuerung nicht mehr unterstützen. Im Juli 2023 traten Präsident René Hecht und die Vize-Präsidenten Volker Schiemenz, Holger Schell und Matthias Hach zurück. Auch der Vorstand und führende Mitarbeitende verließen den Verband. Hecht teilte in der letzten Pressemitteilung enttäuscht mit: „Das Amt des Präsidenten hat mich immer mit Stolz erfüllt. Fünf Jahre durfte ich den DVV repräsentieren und modernisieren. Gern hätte ich noch den letzten Satz gespielt und meine Amtszeit 2024 beendet, um die positive Entwicklung der letzten Jahre weiter zu begleiten. […] Rückblickend haben wir natürlich auch Fehler gemacht. Aber nur wer sich bewegt, kann auch etwas bewegen.“

## Ehrungen und Auszeichnungen
1984 wurde René Hecht die staatliche Auszeichnung der DDR Meister des Sports als Ehrentitel mit Urkunde und einer tragbaren Medaille verliehen.
1986, 1987 und 1990 wurde er bereits zu DDR-Zeiten zum Volleyballer des Jahres gewählt, ehe ihm durch die Leser der deutschen Volleyballzeitschrift diese Ehrung 1991 auch für ganz Deutschland zuteilwurde.
2010 wurde er zudem in die Hall of Fame des deutschen Volleyballs aufgenommen.
„Ehre wem Ehre gebührt“ hieß es von der Volleyball-Bundesliga als René Hecht 2011 mit dem Volleyball-Award geehrt wurde.
Für verdienstvolle, ehrenamtliche Arbeit erhielt René Hecht 2014 vom Deutschen Volleyball-Verband die Ehrennadel in Silber.
Als Würdigung und Anerkennung für verantwortungsbewusste und über die Grenzen Berlins hinaus wirkende Arbeit als Präsident des Volleyball-Verbandes Berlin (VVB) wurde ihm 2019 die goldene Ehrennadel des Landesverbandes verliehen. 2020 zeichnete ihn der VVB mit der höchsten Ehrung aus und ernannte ihn zum Ehrenpräsidenten.
In Dank und Anerkennung für verdienstvolle langjährige, ehrenamtliche Arbeit verlieh der Deutsche Volleyball-Verband René Hecht 2022 mit der goldenen Ehrennadel mit Brillanten eine der höchsten Auszeichnungen.